# Karol Sierakowski

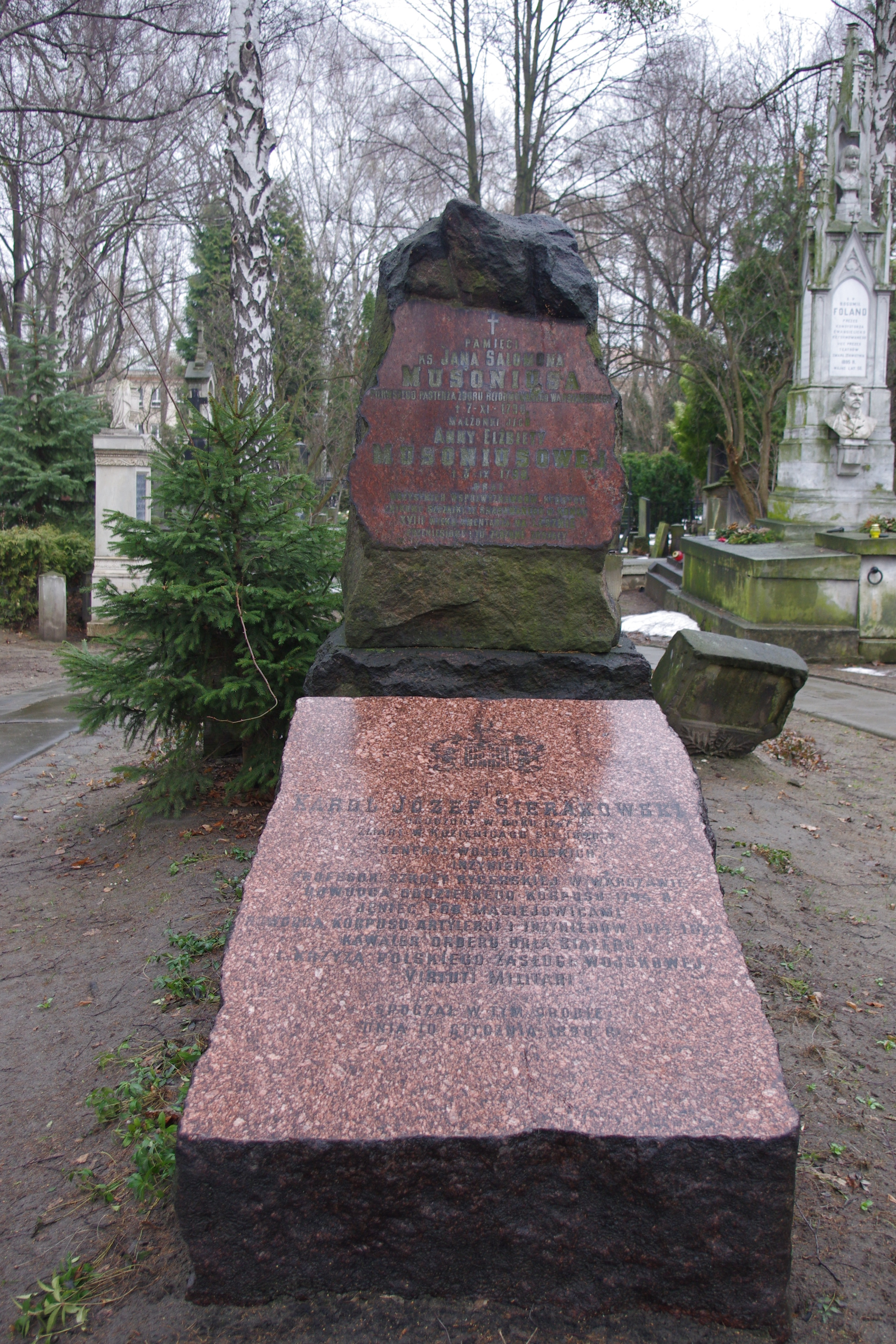
Grób ks. Jana Salomona Musoniusa – Superintendenta Kościoła i pasterza Zboru w Warszawie oraz gen. Karola Józefa Sierakowskiego na Cmentarzu ewangelicko-reformowanym w Warszawie

Karol Józef Sierakowski herbu Prawdzic (ur. 1752 w Prusach, zm. 5 stycznia 1820 w Kozienicach) – potomek starej szlacheckiej rodziny braci polskich, sam był wyznania kalwińskiego.

## Życiorys
Absolwent Korpusu Kadetów, w którym kształcił się w latach 1766–1772. W 1773 roku był tam chorążym, a w 1774 roku kapitanem z funkcją podbrygadiera, w roku 1783 awansował na majora; równocześnie był profesorem geometrii i architektury. Od 14 października 1789 roku wykładowca fortyfikacji Szkoły Korpusu Inżynierów Koronnych. W tym samym roku awansował na pułkownika i został dowódcą korpusu inżynierów koronnych, którą to funkcję pełnił do czerwca 1794 roku. W wojnie polsko-rosyjskiej (1792) roku odznaczony Krzyżem Virtuti Militari. W powstaniu kościuszkowskim dowódca dywizji i korpusu awansował na generała majora, ranny pod Maciejowicami dostał się do niewoli. W Księstwie Warszawskim generał dywizji. W 1812 r. zastępca ministra wojny Józefa Wielhorskiego. W roku 1814 rosyjski generał dywizji, w 1815 odznaczony Orderem Orła Białego, senator-wojewoda Królestwa Polskiego. Od 1815 roku dowódca korpusu artylerii i inżynierii, w roku 1818 awansował na generała artylerii. Pochowany na cmentarzu ewangelicko-reformowanym w Warszawie, w katakumbach.